# Sedeniones

Una visualización de una extensión 4D al octonión cúbico, mostrando las 35 tríadas como hiperplanos a través del vértice real del ejemplo de sedenión dado

En álgebra abstracta, los sedeniones forman un álgebra 16-dimensional sobre los números reales y se obtienen aplicando la construcción de Cayley-Dickson sobre los octoniones. 
Como en los octoniones, la multiplicación de sedeniones no es conmutativa, ni asociativa. Pero al contrario que los octoniones, los sedeniones no tienen ni siquiera la propiedad de ser un álgebra alternativa. Sin embargo, tienen la propiedad de ser potencia-asociativos.
Los sedeniones tienen el 1 como elemento neutro e inversas para la multiplicación, pero no son un álgebra de división, ya que tienen divisores del cero.
Todo sedenión es una combinación lineal de los sedeniones unitarios {\displaystyle e_{0},e_{1},e_{2},e_{3},...,e_{15}} que forman la base del espacio vectorial de los sedeniones. Cada sedenion puede representarse de la forma
{\displaystyle x=x_{0}e_{0}+x_{1}e_{1}+x_{2}e_{2}+\cdots +x_{14}e_{14}+x_{15}e_{15}.}
La tabla de multiplicación de estos sedeniones unitarios es la siguiente.
| ×   | 1                     | e1   | e2   | e3   | e4   | e5   | e6   | e7   | e8  | e9   | e10  | e11  | e12  | e13  | e14  | e15  |
| --- | --------------------- | ---- | ---- | ---- | ---- | ---- | ---- | ---- | --- | ---- | ---- | ---- | ---- | ---- | ---- | ---- |
| 1   | {\displaystyle e_{0}} | e1   | e2   | e3   | e4   | e5   | e6   | e7   | e8  | e9   | e10  | e11  | e12  | e13  | e14  | e15  |
| e1  | e1                    | −1   | e3   | −e2  | e5   | −e4  | −e7  | e6   | e9  | −e8  | −e11 | e10  | −e13 | e12  | e15  | −e14 |
| e2  | e2                    | −e3  | −1   | e1   | e6   | e7   | −e4  | −e5  | e10 | e11  | −e8  | −e9  | −e14 | −e15 | e12  | e13  |
| e3  | e3                    | e2   | −e1  | −1   | e7   | −e6  | e5   | −e4  | e11 | −e10 | e9   | −e8  | −e15 | e14  | −e13 | e12  |
| e4  | e4                    | −e5  | −e6  | −e7  | −1   | e1   | e2   | e3   | e12 | e13  | e14  | e15  | −e8  | −e9  | −e10 | −e11 |
| e5  | e5                    | e4   | −e7  | e6   | −e1  | −1   | −e3  | e2   | e13 | −e12 | e15  | −e14 | e9   | −e8  | e11  | −e10 |
| e6  | e6                    | e7   | e4   | −e5  | −e2  | e3   | −1   | −e1  | e14 | −e15 | −e12 | e13  | e10  | −e11 | −e8  | e9   |
| e7  | e7                    | −e6  | e5   | e4   | −e3  | −e2  | e1   | −1   | e15 | e14  | −e13 | −e12 | e11  | e10  | −e9  | −e8  |
| e8  | e8                    | −e9  | −e10 | −e11 | −e12 | −e13 | −e14 | −e15 | −1  | e1   | e2   | e3   | e4   | e5   | e6   | e7   |
| e9  | e9                    | e8   | −e11 | e10  | −e13 | e12  | e15  | −e14 | −e1 | −1   | −e3  | e2   | −e5  | e4   | e7   | −e6  |
| e10 | e10                   | e11  | e8   | −e9  | −e14 | −e15 | e12  | e13  | −e2 | e3   | −1   | −e1  | −e6  | −e7  | e4   | e5   |
| e11 | e11                   | −e10 | e9   | e8   | −e15 | e14  | −e13 | e12  | −e3 | −e2  | e1   | −1   | −e7  | e6   | −e5  | e4   |
| e12 | e12                   | e13  | e14  | e15  | e8   | −e9  | −e10 | −e11 | −e4 | e5   | e6   | e7   | −1   | −e1  | −e2  | −e3  |
| e13 | e13                   | −e12 | e15  | −e14 | e9   | e8   | e11  | −e10 | −e5 | −e4  | e7   | −e6  | e1   | −1   | e3   | −e2  |
| e14 | e14                   | −e15 | −e12 | e13  | e10  | −e11 | e8   | e9   | −e6 | −e7  | −e4  | e5   | e2   | −e3  | −1   | e1   |
| e15 | e15                   | e14  | −e13 | −e12 | e11  | e10  | −e9  | e8   | −e7 | e6   | −e5  | −e4  | e3   | e2   | −e1  | −1   |